# Taniușivka, Novopskov
Taniușivka (în ucraineană Танюшівка) este localitatea de reședință a comunei Taniușivka din raionul Novopskov, regiunea Luhansk, Ucraina.

## Demografie
Componența lingvistică a localității Taniușivka
     Ucraineană (97,56%)
     Rusă (2,19%)
     Alte limbi (0,25%)
Conform recensământului din 2001, majoritatea populației localității Taniușivka era vorbitoare de ucraineană (97,56%), existând în minoritate și vorbitori de rusă (2,19%).